# Rote Marter bei Winkelhaid

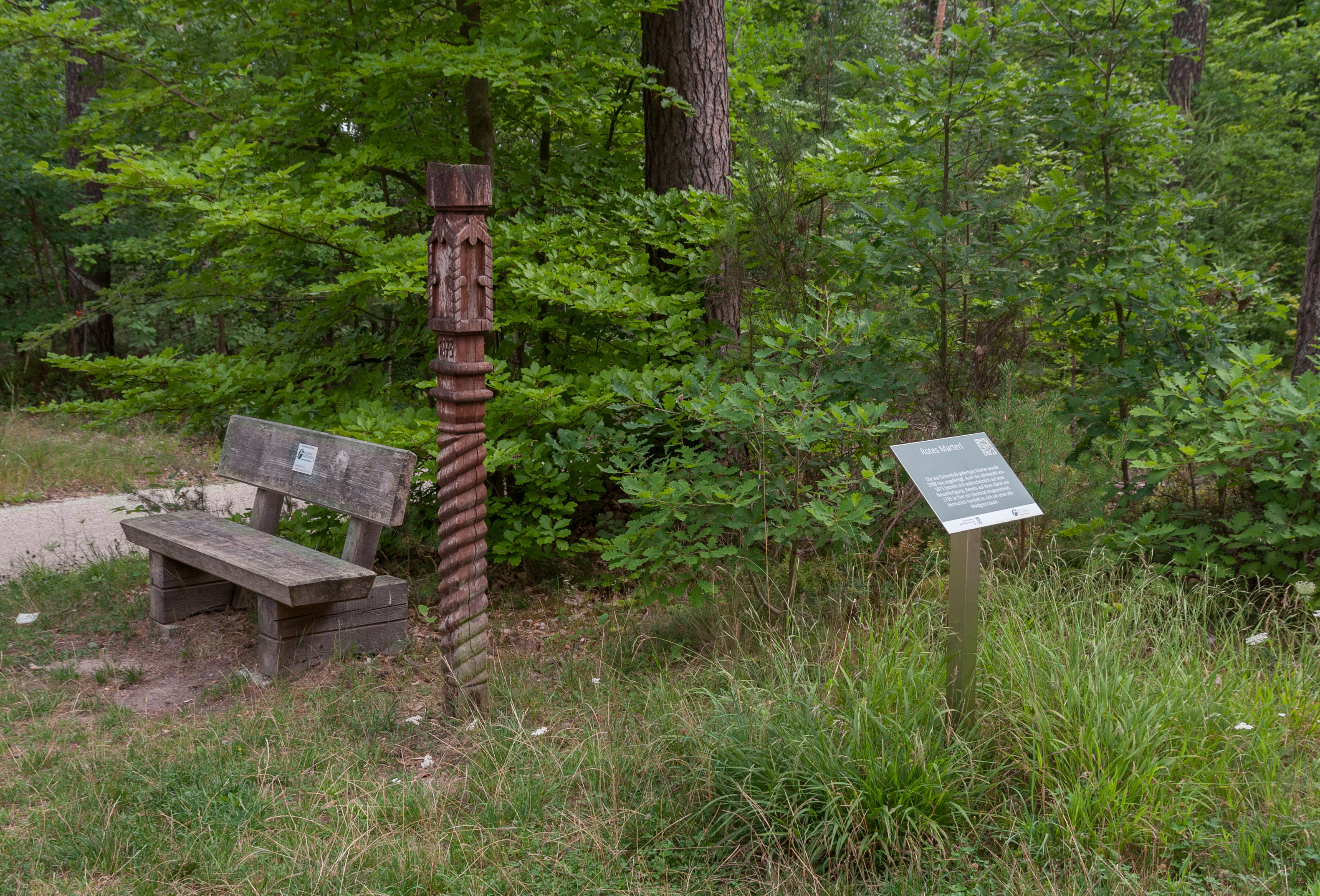
Die Rote Marter im Sommer 2018

Die Rote Marter bei Winkelhaid ist eine Holzmarter im gemeindefreien Gebiet Winkelhaid im mittelfränkischen Landkreis Nürnberger Land in Bayern. Sie wird auch das Rote Märterla genannt.

## Lage
Die Holzsäule befindet sich etwa einen Kilometer südwestlich von Ungelstetten einem Gemeindeteil der Gemeinde Winkelhaid. Sie steht dort an einer Forststraßengabelung. Die vorbeiführende Forststraße ist Bestandteil der Wanderwege Fränkischer Dünenweg (), Reichswaldweg (), Feucht - Moritzberg () und des lokalen Rundweges Rundweg um Winkelhaid (). Die Verwaltung der Bayerischen Staatsforsten hat 2017 vor Ort eine Informationstafel aufgestellt.

## Beschreibung

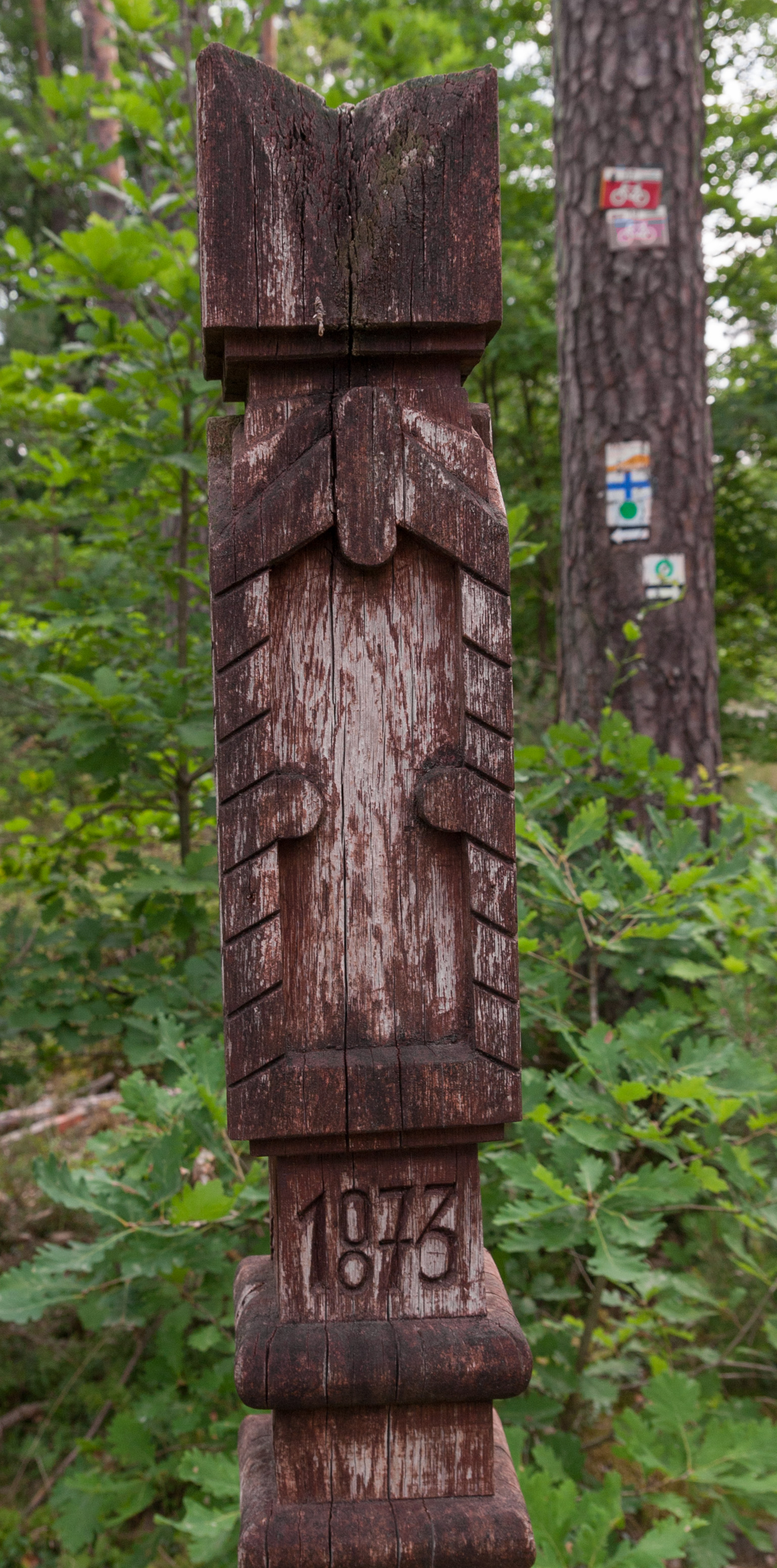
Die Marter

Die Säule ist aus Eichenholz, rot-bräunlich gestrichen, etwa 1,7 Meter hoch und misst 14 cm im Durchmesser. Der Stamm ist rechteckig-spiralenförmig und im oberen Teil findet sich die Gravur der Jahreszahl 1837. Sie ähnelt stark der in der Nähe befindlichen Totenmarter bei Weißenbrunn. Ihre ursprüngliche Nutzung war möglicherweise als Forstgrenzsäule. Um den Zustand der devastierten Wälder zu ermitteln, wurde 1840/41 im Nürnberger Reichswald eine Forsteinrichtung durchgeführt. In diesem Zusammenhang entstanden auch Forstreviergrenzsteine (Reviergrenzsäulen). Damit markierten die Förster jeden einzelnen Baum um Holzdiebstahl zu unterbinden.

## Geschichte

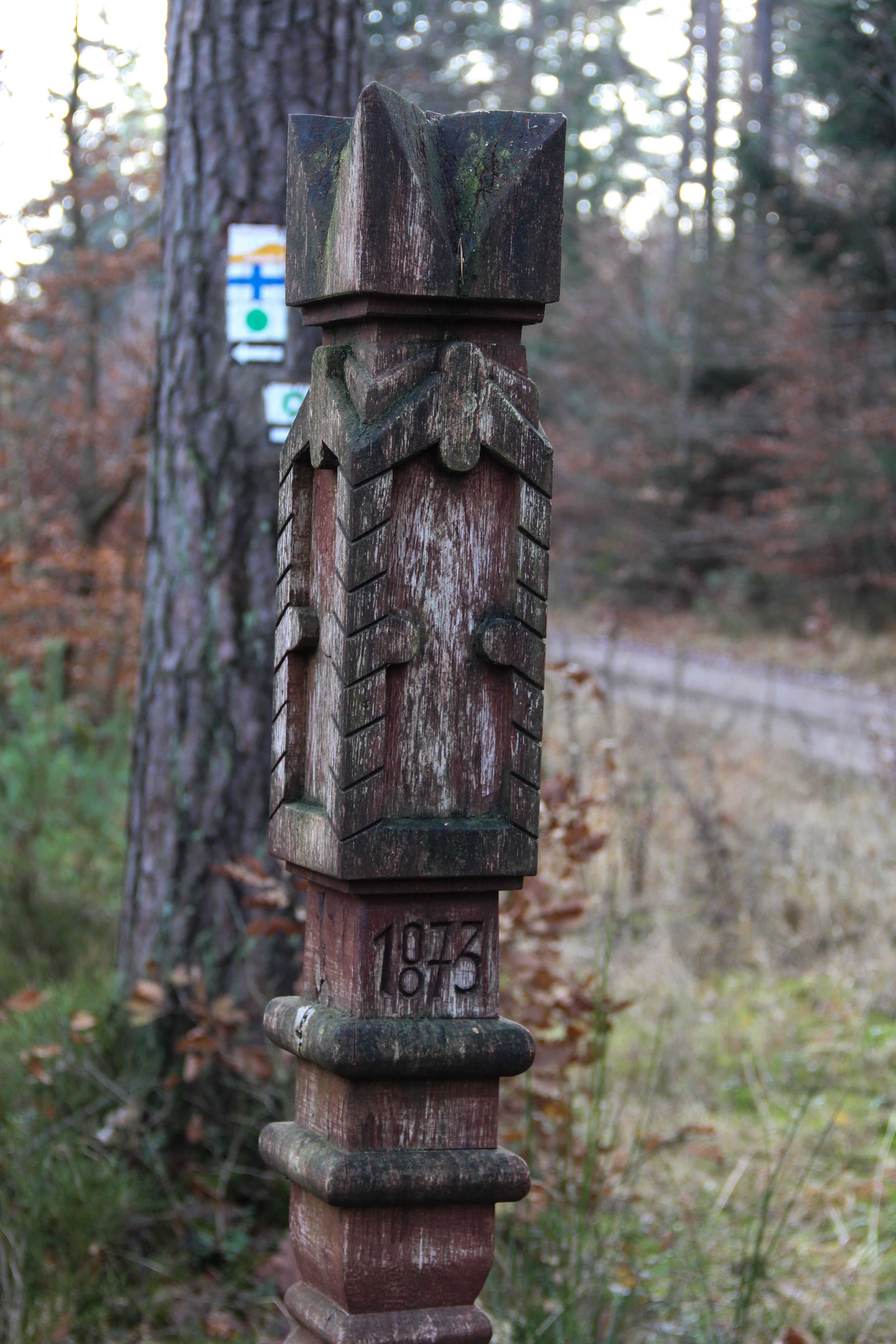
Einschnitzung 1873

Das Flurdenkmal wurde 1938, nachdem sie stark beschädigt war, neu angefertigt und ersetzt. Auf Anregung der Steinkreuzforschung wurde sie durch Herrn Hermann Hesse aus Nürnberg erneuert. Die eingeschnitzte Jahreszahl 1873 bezieht sich wahrscheinlich ebenfalls auf eine Neuanfertigung aus diesem Jahre. Die Ursprünge reichen wesentlich weiter zurück. Auf einer Karte von 1795 über Altdorf und seine Hofmark ist sie als Pyramide dargestellt, die von einem Kreuz bekrönt ist. Was also heute hier steht, ist nicht mehr die alte Säule, sondern eine Kopie.
Wenn eine Leiche von Birnthon auf den Friedhof nach Altdorf zur Bestattung gebracht wurde, gingen die Schulkinder bis zur Roten Marter mit.

## Sagen
Über die Säule gehen mehrere Geschichten und Sagen aus, die zum Teil Wahres beinhalten könnten.
- Hier soll 1527 ein Metzger ermordet worden sei. Im Staatsarchiv Nürnberg besagt ein Faszikel, dass ein Vorfall mit dieser Sache durchaus im Zusammenhang stehen könnte.
- Hier soll ein Papierersknecht aus der Papiermühle in Burgthann erschlagen worden sein. Deshalb hätten eine Zeitlang alle Jahre die Burgthanner einen Blumenkranz an die Säule gehängt.

Totschläge und Unfälle am nahen Kalten Brunnen:
- 1567 wurde ein Georg Köber aus Colmberg von Hans von Ellwangen oberhalb des Kalten Brunnens, neben dem Weg, bis auf den Tod verwundet. Er wurde in Altdorf begraben, der Täter ging flüchtig.
- 1653 wird der Wirt von Luderheim, Hans Stark, von einer Eiche, die er hier fällen wollte, erschlagen.